# Tijgervis
De tijgervis (Hydrocynus vittatus) is een straalvinnige vissensoort uit de familie van de Afrikaanse karperzalmen (Alestidae). De wetenschappelijke naam van de soort werd gepubliceerd in 1861 door Castelnau.

## Kenmerken
Het slanke lichaam van deze roofvis is zilverachtig met donkere lengtestrepen. Hij heeft een diepgevorkte, zwartgerande staartvin, grote ogen en een bek met vlijmscherpe tanden. De buikvinnen bevinden zich recht onder de rugvin en de vetvin heeft een donkere top. De lichaamslengte bedraagt 100 cm en het gewicht tot 18 kg.

## Leefwijze
De prooien, die vaak half zo groot zijn als hijzelf, worden in zijn geheel verzwolgen, met de kop vooruit. Ze hebben eigenlijk geen natuurlijke vijanden, uitgezonderd de mens en de Afrikaanse zeearend.

## Verspreiding en leefgebied
Deze soort komt in het wild alleen voor in Afrika.